# Rijnbar

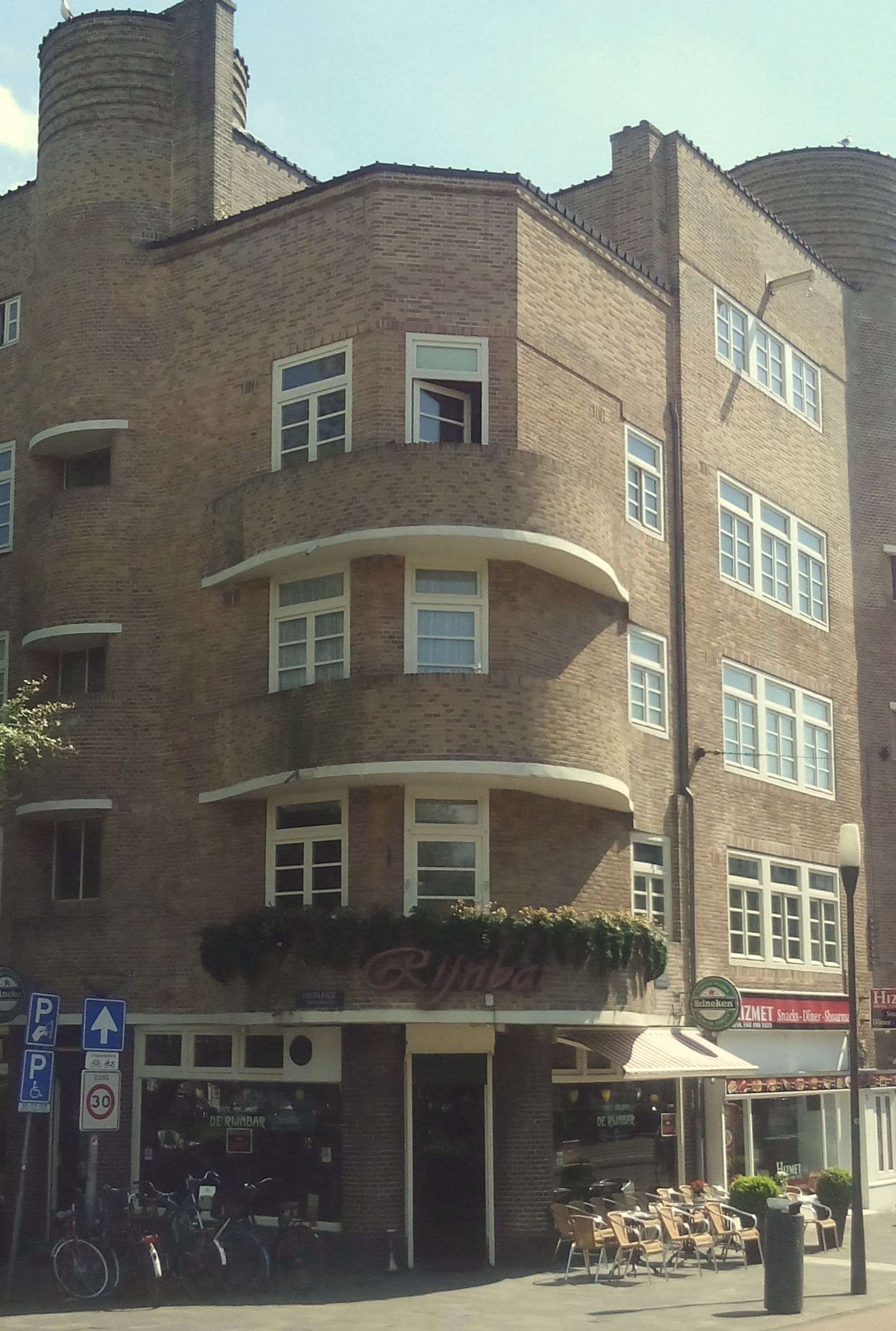
De Rijnbar in 2016, met links de Amstelkade en rechts de Rijnstraat

De Rijnbar in Amsterdam op de hoek van de Rijnstraat en de Amstelkade, is een café in art-decostijl dat in 1920 deel uitmaakte van het Plan Zuid van Berlage. Deze horecagelegenheid ontwikkelde zich tot een trefpunt van intellectuelen in de jaren dertig. Tijdens de Tweede Wereldoorlog bevond zich in het café  het hoofdkwartier van de verzetsgroep De Jong (Tijmen Hoekstra). Na de Tweede Wereldoorlog werd de Rijnbar meer een buurtcafé.

## Bouwstijl
Het complex op Vechtstraat 2-4 (even), Amstelkade 28-32 (even en oneven) en Rijnstraat 1-9 (oneven) is naar ontwerp van de architect Gerrit Jan Rutgers in 1922 gebouwd, in het kader van het stedebouwkundig plan van Berlage. Niet alleen het gebouw weerspiegelt de art-decostijl, maar ook het interieur van de Rijnbar, zoals blijkt uit de originele bar en toonbank, de glas-in-loodramen, de betegeling van de muren in het damestoilet en de vloer in de tapruimte. Deze vorm van art-decostijl valt binnen die van de Amsterdamse School. Het complex is erkend als gemeentelijk monument.Na overname door andere eigenaars is ondanks de modernisering in 2022 een deel van het oude karakter bewaard gebleven.

## Detectiveroman
In 1935 verscheen het boek De moord in de Rijnbar, een detectiveroman,  met autobiografische elementen. De auteur, Herman Middendorp, was een vriend van de schrijver Willem Kloos. Hij schreef verder verzen, romans en toneelstukken.